# Pierre-Augustin Caron de Beaumarchais
Pierre-Augustin Caron de Beaumarchais (París, 24 de gener de 1732 - 18 de maig de 1799) va ser un escriptor i dramaturg francès. Va prendre part activa en la Revolució francesa i se'l considera el pare dels drets d'autor europeus.
Va ser el creador del personatge de Fígaro amb la trilogia dramàtica El barber de Sevilla, Les noces de Fígaro i La mare culpable.
També se li atorga l'etimologia de la paraula melomania per donar-li significat cap a l'any 1781.
Nascut el 24 de gener de 1732 a París, era fill d'André-Charles Caron, un rellotger descendent d'una familia d'hugonots que s'havia convertit al catolicisme el 1721. El seu fill Pierre va seguir inicialment l'ofici de rellotger amb un èxit considerable, arribant a ser proveidor de la cort reial francesa. Les seves bones relacions amb el poder li van permetre ascendir fins al càrrec de secretari reial.
LEs seves dots i coneixements musicals també li van permetre exercir de professor d'arpa de les filles del rei Lluís XV. En paral·lel, començaria a escriure petits textos teatrals per a funcions privades de Lluís Francesc de Borbó-Conti, un important noble de la cort de Versalles.
Entre 1764 i 1765 va estar-se uns deu mesos a Madrid, probablement visitant a la seva germana, recentment repudiada pel seu promès, un alt funcionari espanyol, entrant així en contacte amb la cultura ibèrica.
També va desenvolupar un important paper com a agent informador o espia al servei de la corona francesa a llocs com Anglaterra, els Països Baixos o Àustria. El 1777 pren un paper important en el suport de França a la Revolució Americana.
El 14 de juliol de 1789 és testimoni de la presa de la Bastilla. Tot i sentir-se molt inquiet al principi, a partir de 1790 Beaumarchais s'uneix a les files de la revolució i és nomenat membre de la Comuna de París. Tot i això, pocs anys més tard seria perseguit per la Convenció i es va refugiar a Londres. El 1796 va poder tornar a França.
De totes les seves facetes, per la que més se'l recorda és per la de dramaturg. Les relacions de poder i la sàtira política ocupen un lloc important en la seva obra, que es considera un exemple paradigmàtic del teatre de la Il·lustració. Les seves primeres obres són comèdies basades en els jocs de paraules. També va tenir un important èxit amb algunes tragèdies, però les seves obres més conegudes seran les que configuren la denominada Trilogia de Fígaro, formada per les obres El Barber de Sevilla o la precaució inútil; El dia esbojarrat o Les noces de Fígaro i L'altre Tartuf o la mare culpable. En aquests textos teatrals es basen obres tan populars com El Barber de Sevilla de Rossini o Les Noces de Fígaro de Mozart.

## Obra dramàtica
- Eugénie, 1767
- Les deux amis, 1770
- Le précaution inutile ou Le Barbier de Séville, 1775
- La folle journée ou Le mariage de Figaro, 1778 (estrenada el 1784)
- Tarare, llibret d'òpera amb música de Salieri, 1787
- La mère coupable, 1792

## Traduccions al català
- El barber de Sevilla, Comèdia en 4 actes. Traducció de Carles Capdevila, 1908
- La diada boja o Les noces de Figaro, peça en 4 actes. Adaptació i traducció de Francesc Nel·lo